# Przemoc domowa wobec mężczyzn
Przemoc domowa wobec mężczyzn – dotyczy przemocy domowej, której doświadczają mężczyźni lub chłopcy w środowisku domowym, m.in. w małżeństwie lub konkubinacie. Podobnie jak w przypadku przemocy domowej wobec kobiet, przemoc wobec mężczyzn może stanowić przestępstwo, ale prawo różni się w zależności od jurysdykcji.
Mężczyźni zgłaszający przemoc domową mogą napotykać na społeczne piętno związane z postrzeganym przez nich brakiem bycia męskim i innymi oczernieniami dotyczącymi ich męskości. Ponadto, przemoc partnerów intymnych (ang. intimate partner violence – IPV) wobec mężczyzn jest na ogół mniej rozpoznawalna i uznawana przez społeczeństwo niż przemoc partnerów intymnych wobec kobiet, co może stanowić kolejną przeszkodę dla mężczyzn zgłaszających swoją sytuację.
Względna częstość występowania IPV u mężczyzn w porównaniu z częstością występowania u kobiet jest sporna w różnych badaniach, przy czym niektóre kraje nie dysponują żadnymi danymi. Niektórzy badacze uważają, że rzeczywista liczba ofiar wśród mężczyzn może być wyższa niż wskazują na to statystyki organów ścigania ze względu na liczbę mężczyzn, którzy nie zgłaszają przypadków przemocy. Jednak zarówno w przypadku mężczyzn, jak i kobiet, przemoc domowa jest jednym z najrzadziej zgłaszanych przestępstw na świecie.
Akty przemocy domowej (IPV) dokonywane przeciwko mężczyznom są kontrowersyjnym obszarem badań, a takie terminy jak symetria płci, syndrom maltretowanego męża i dwukierunkowa przemoc domowa wywołują wiele emocji. Linie debaty zwykle mieszczą się pomiędzy dwoma podstawowymi polemikami. Pierwsza z nich dowodzi, że naukowcy, którzy skupiają się na aktach przemocy domowej (IPV) z przyczyny kobiet, są częścią antyfeministycznego lobbingu i próbują podważyć problem nadużyć z IPV z przyczyny mężczyzn. Druga polemika chce dowieść, że IPV przeciwko mężczyznom jest znaczącym problemem i jest niedoszacowana oraz że naraża kobiety na większe ryzyko wiktymizacji przez maltretowanych mężczyzn, które badacze przemocy domowej i radykalne feministki zignorowali w celu ochrony podstawowych korzyści ruchu maltretowanych kobiet, a w szczególności poglądu, że wykorzystywanie partnerów intymnych jest przedłużeniem patriarchalnej dominacji. Szczególnie kontrowersyjne jest jedno z narzędzi wykorzystywanych do generowania danych statystycznych na temat popełniania IPV, czyli skali taktyki konfliktów.

## Częstotliwość występowania

### Problemy z szacowaniem
Ustalenie wskaźnika przemocy partnerów intymnych (IPV) wobec mężczyzn może być trudne, ponieważ mężczyźni mogą być niechętni do zgłaszania tej formy przemocy lub szukania pomocy. Mężczyźni będący ofiarami IPV mogą napotykać na problemy społeczno-kulturowe, takie jak osąd rówieśników, obawa przed ujawnieniem się jako osoba LGBT lub kwestionowanie ich męskości. Mężczyźni, którzy padają ofiarą IPV, są na ogół mniej rozpoznawalni i uznawani przez społeczeństwo niż kobiety. Aby mężczyzna mógł się przyznać do tego, że jest ofiarą kobiet, które padły ofiarą IPV, musi przyznać, że nie przestrzega ustalonej społecznej roli mężczyzn, a dla niektórych mężczyzn jest to przyznanie, że nie chcą lub nie mogą tego zrobić.
Z drugiej strony, wielu agresywnych mężczyzn chętnie przyjmuje tożsamość ofiary. Na przykład O.J. Simpson często określał siebie jako pobitego męża. W takich przypadkach zgłaszanie wiktymizacji IPV może prowadzić do ujawnienia się jako osoby stosującej przemoc. Niektóre męskie ofiary obawiają się ludzi zakładających, że prawdziwą ofiarą jest kobieta i musiały działać w samoobronie lub w odwecie za znęcanie się.
Badacze wykazują pewien stopień społecznej i kulturowej akceptacji dla agresji kobiet wobec mężczyzn, w przeciwieństwie do ogólnego potępienia agresji mężczyzn wobec kobiet. Wykazano, że IPV między mężczyznami a kobietami powoduje znacznie większy strach i poważniejsze obrażenia niż przemoc między kobietami. Może to prowadzić do tego, że mężczyźni nie uznają się za ofiary i/lub nie zdają sobie sprawy, że przemoc domowa, której doświadczają, jest przestępstwem.
Niektóre badania wykazały, że kobiety, które napadają na partnerów płci męskiej, częściej unikają aresztowania niż mężczyźni, którzy napadają na partnerki płci żeńskiej, ponieważ kobiety będące sprawcami przemocy są zazwyczaj postrzegane przez organy ścigania i sądy jako ofiary. Niektórzy mężczyźni obawiają się, że jeśli złożą doniesienie na policji, zostaną uznani za sprawców i zostaną umieszczeni w areszcie.
Analizy badań przeprowadzonych przez środowiska feministyczne wskazują jednak, że często system prawny nie postrzega kobiet, które wykorzystują przemoc domową przeciwko kontrolowaniu partnerów płci męskiej, jako ofiary ze względu na wysokie oczekiwania płciowe wobec kobiet jako „doskonałej ofiary” oraz wszechobecny kulturowo stereotyp biernej, „skulonej” maltretowanej kobiety.
Statystyki wskazują, że niedoszacowanie sprawozdawczości jest nieodłącznym problemem w przypadku przemocy domowej niezależnie od płci. Na przykład w Anglii i Walii „Home Office Research Study 191” z 1995 roku, przeprowadzone jako badanie uzupełniające British Crime Survey, zidentyfikowało 6,6 mln incydentów przemocy domowej w ciągu ostatnich dwunastu miesięcy w porównaniu z 987 000 incydentów stwierdzonych przez Crime Survey. Różnica w tych dwóch sprawozdaniach polegała na tym, że „Study 191” było kwestionariuszem reprezentatywnej próby osób wybranej w drodze losowania, podczas gdy „Crime Survey” uzyskało dane z rejestrów kryminalnych, tj. faktycznie zgłoszonych przypadków przemocy domowej. Badania uzupełniające przeprowadzone w 2001 r. i od 2004 r. konsekwentnie odnotowywały znacznie wyższe wskaźniki przemocy domowej (popełnianej zarówno wobec mężczyzn, jak i kobiet) niż standardowe badania przestępczości. Z raportu za lata 2010–2011 wynika, że podczas gdy 27% kobiet, które doświadczyły przemocy domowej, zgłosiło ją na policję, podczas gdy tylko 10% mężczyzn zrobiło to samo; 44% kobiet zgłosiło ją jakiejś organizacji zawodowej, podczas gdy zrobiło to tylko 19% mężczyzn. W raporcie Krajowej Rady ds. Przestępczości w Irlandii z 2005 roku oszacowano, że 5% mężczyzn, którzy doświadczyli przemocy domowej, zgłosiło ją władzom, w porównaniu z 29% kobiet.

### Szacunki dotyczące wiktymizacji mężczyzn
W Anglii i Walii badanie „Home Office Research Study 191” z 1995 roku objęło 10 844 osoby (5 886 kobiet i 4958 mężczyzn) w wieku od 16 do 59 lat, stwierdzając, że w ciągu dwunastu miesięcy poprzedzających badanie 4,2% mężczyzn doświadczyło przemocy domowej. W ciągu całego życia liczba ta wzrosła do 14,9% wśród mężczyzn. Spośród 6,6 mln incydentów przemocy domowej w 1995 roku 3,25 mln było skierowanych wobec mężczyzn, z czego 1 mln incydentów skutkowało obrażeniami. Od 2004 roku bardziej szczegółowe roczne dane są prowadzone w ramach dodatkowego badania dołączanego do rocznych raportów Home Office Crime w Anglii i Walii. W raportach tych konsekwentnie odnotowuje się znacznie wyższe wskaźniki zarówno wśród mężczyzn, jak i kobiet będących ofiarami przemocy domowej niż w standardowych badaniach przestępczości. W przypadku ofiar płci męskiej wskaźniki te wahają się od wysokiego poziomu 4,5% w latach 2007/2008 do niskiego poziomu 3,1% w latach 2009/2010. W Republice Irlandii raport Krajowej Rady ds. Przestępczości z 2005 roku wykazał, że 15% kobiet i 6% mężczyzn doświadczyło w ciągu swojego życia poważnej przemocy domowej (ang. severe IPV), co odpowiada ok. 213 tys. kobiet i 88 tys. mężczyzn. W Irlandii Północnej policja zarejestrowała w 2012 roku 2525 mężczyzn będących ofiarami przemocy domowej, co stanowi wzrost o 259 przypadków w porównaniu z 2011 rokiem.
W Stanach Zjednoczonych, National Violence Against Women Survey przeprowadzony przez Departament Sprawiedliwości w 2000 roku, zbadał 16 000 osób (8 000 mężczyzn i 8000 kobiet) i stwierdził, że 7,4% mężczyzn zgłosiło napaść fizyczną ze strony obecnego lub byłego współmałżonka, konkubenta, chłopaka/dziewczyny, lub na randce. Ponadto, 0,9% mężczyzn zgłosiło doświadczanie przemocy domowej w ciągu ostatniego roku, co odpowiada 834 732 mężczyznom. W 2000 roku, Kanadyjski General Social Survey zarejestrował, że 7% mężczyzn w latach 1994–1999 doświadczyło przemocy domowej, co odpowiada 549 000 mężczyznom. Inny raport tego centrum badań społecznych zarejestrował w 2005 roku że 6% mężczyzn w latach 2000–2005 doświadczyło przemocy domowej, co odpowiada 546 000 mężczyznom.
Dane dotyczące gwałtu w kampusie, przeprowadzone przez National Institute of Mental Health wraz z magazynem feministycznym Ms. wykazało, że na amerykańskich szkołach wyższych odsetek napaści na tle seksualnym wśród mężczyzn wynosi 1 na 7. W 2013 r. amerykańska agencja Centers for Disease Control and Prevention (CDC) oznajmiła, że na próbie 16 tys. amerykańskich dorosłych, 26% homoseksualnych mężczyzn, 37,3% biseksualnych mężczyzn i 29% heteroseksualnych mężczyzn padło ofiarą IPV, w porównaniu z 43,8% lesbijek, 61,1% biseksualnych kobiet i 35% heteroseksualnych kobiet. Dyrektor CDC, Tom Frieden, stwierdził: „Ten raport sugeruje, że lesbijki, geje i osoby biseksualne w tym kraju cierpią z powodu dużej ilości przemocy seksualnej i prześladowań ze strony partnera intymnego”.
W Nowej Zelandii, opublikowane w 1999 roku trwające 24 lata badanie Dunedin Multidisciplinary Health and Development raportowało, że z ich próby 1,037 osób, 27% kobiet i 34% mężczyzn zgłosiło, że było fizycznie maltretowanych przez partnera, przy czym 37% kobiet i 22% mężczyzn zgłosiło, że popełniło IPV. Również w Nowej Zelandii w raporcie opublikowanym przez Journal of Applied Social Psychology z 2009 roku oceniono próby studentów (35 kobiet, 27 mężczyzn), ogółu społeczeństwa (34 kobiety, 27 mężczyzn) oraz osób uwięzionych (15 kobiet, 24 mężczyzn) i stwierdzono, że 16,7% mężczyzn zgłosiło fizyczne znęcanie się (12,9% studentów i 15,4% skazanych), a 29,5% zgłosiło przemoc dwukierunkową (tj. oboje partnerzy dopuszczają się IPV) (badanie na próbie 14,5% studentów i 51,3% skazanych).
International Dating Violence Study z 2006 roku, w którym zbadano IPV wśród 13 601 studentów spośród trzydziestu dwóch narodowości, wykazało, że „około jedna czwarta studentów zarówno mężczyzn, jak i kobiet zaatakowała fizycznie partnera w ciągu roku”. Badanie to wykazało, że 24,4% mężczyzn doświadczyło lekkiego IPV, a 7,6% poważnej napaści.
W 2012 roku ukazały się dwa szwedzkie badania, z których wynika, że wskaźnik przemocy doświadczanej przez mężczyzn jest podobny do wskaźnika przemocy doświadczanej przez kobiety – 8% rocznie w jednym badaniu i 11% rocznie w drugim.

## Symetria płci
Teoria, że kobiety popełniają przemoc domową w mniej więcej podobnym tempie jak mężczyźni, została nazwana „symetrią płci”. Najwcześniejsze dowody na symetrię płci przedstawiono w amerykańskim sondażu na temat przemocy w rodzinie przeprowadzonym w 1975 roku przez Murraya A. Strausa i Richarda J. Gellesa na reprezentatywnej dla całego kraju próbie 2146 „nienaruszonych rodzin” (ang. intact families). Badanie wykazało, że 11,6% kobiet i 12% mężczyzn doświadczyło pewnego rodzaju IPV w ciągu ostatnich dwunastu miesięcy, a także 4,6% mężczyzn i 3,8% kobiet doświadczyło „ciężkiej” formy IPV. Te nieoczekiwane wyniki skłoniły Suzanne K. Steinmetz do ukucia w 1977 roku kontrowersyjnego terminu „syndrom maltretowanego męża”. Od czasu opublikowania wyników badań Strausa i Gellesa inni badacze przemocy domowej kwestionowali, czy symetria płci rzeczywiście istnieje i jak można odróżnić ofiarę od sprawcy.
Od 1975 r. wiele innych badań znalazło dowody na symetrię płci w IPV. Na przykład w Stanach Zjednoczonych w National Comorbidity Study z lat 1990–1992 18,4% mężczyzn i 17,4% kobiet doświadczyło lekkiego IPV, a 5,5% mężczyzn i 6,5% kobiet doświadczyło ciężkiego IPV. W Anglii i Walii w 1995 roku w „Home Office Research Study 191” stwierdzono, że w ciągu dwunastu miesięcy poprzedzających badanie 4,2% mężczyzn i kobiet w wieku od 16 do 59 lat zostało zaatakowanych przez partnera. Kanadyjski General Social Survey z 2000 roku wykazało, że w latach 1994–1999 4% mężczyzn i 4% kobiet doświadczyło IPV w związku, w którym nadal byli zaangażowani, 22% mężczyzn i 28% kobiet doświadczyło IPV w związku, który obecnie się zakończył, a 7% mężczyzn i 8% kobiet doświadczyło IPV we wszystkich związkach, zarówno w przeszłości, jak i obecnie. Kanadyjski General Social Survey z 2005 roku, analizując lata 1999–2004, wykazał podobne dane: 4% mężczyzn i 3% kobiet doświadczyło IPV w związku, w którym byli nadal zaangażowani, 16% mężczyzn i 21% kobiet doświadczyło IPV w związku, który dobiegł końca, a 6% mężczyzn i 7% kobiet doświadczyło IPV we wszystkich związkach, w przeszłości i obecnie.
Szczególnie kontrowersyjnym aspektem debaty na temat symetrii płci jest pojęcie dwukierunkowej lub obustronnej IPV (tj. gdy obie strony dopuszczają się aktów przemocy wobec siebie nawzajem). Ustalenia dotyczące dwukierunkowej przemocy są szczególnie kontrowersyjne, ponieważ, jeśli zostaną zaakceptowane, mogą służyć podważeniu jednego z najczęściej wymienianych powodów popełniania IPV przez kobiety: samoobrony przed kontrolującym partnerem płci męskiej. Mimo to wiele badań wykazało wysoki poziom dwukierunkowości w przypadkach, w których kobiety zgłaszały przypadki IPV. Na przykład działaczka społeczna Erin Pizzey, która założyła pierwsze schronisko dla kobiet w Wielkiej Brytanii w 1971 roku, stwierdziła, że 62 ze 100 pierwszych kobiet przyjętych do ośrodka było „podatnych na przemoc” (ang. violence-prone) i równie agresywne jak mężczyźni, których opuszczały.
Amerykańskie Krajowe Badanie dotyczące Przemocy w Rodzinie (ang. National Family Violence Survey) z 1975 roku wykazało, że 27,7% przypadków IPV było popełnianych przez mężczyzn, 22,7% przez kobiety i 49,5% było dwukierunkowych. Aby przeciwdziałać twierdzeniom, że dane sprawozdawcze były wypaczone, przeprowadzono badania tylko wśród kobiet, prosząc je o zgłaszanie incydentów samodzielnie, co dało niemal identyczne dane. Natomiast National Family Violence Survey z 1985 roku wykazało, że 25,9% przypadków IPV popełnianych było przez mężczyzn i 25.5% przez kobiety, a 48,6% było dwukierunkowych. W badaniu przeprowadzonym w 2007 roku przez Daniela J. Whitakera, Tadesse Haileyesus, Monikę Swahn i Lindę S. Saltzman na 11 370 heteroseksualnych amerykańskich dorosłych w wieku od 18 do 28 lat stwierdzono, że 24% wszystkich związków było dotkniętych jakąś przemocą. Spośród tych związków 49,7% doświadczyło przemocy na zasadzie wzajemności. W związkach, w których nie stosowano obustronnej przemocy, kobiety popełniły 70% całej przemocy. Mężczyźni byli jednak bardziej skłonni do zadawania obrażeń niż kobiety.
W 1997 roku dziennikarz Philip W. Cook przeprowadził badanie wśród 55 000 żołnierzy Sił Zbrojnych Stanów Zjednoczonych, stwierdzając dwukierunkowość w 60–64% przypadków IPV, zgłoszonych zarówno przez mężczyzn, jak i kobiety. Krajowe Długookresowe Badanie Zdrowia Młodzieży (ang. National Longitudinal Study of Adolescent Health) z 2001 roku wykazało, że 49,7% przypadków IPV miało charakter wzajemny, a 50,3% jednostronny. Analizując dane pochodzące wyłącznie od mężczyzn, 46,9% przypadków zgłoszono jako odwzajemnione, a 53,1% jako jednostronne. Analizując dane tylko od kobiet, 51,3% przypadków miało charakter wzajemny, a 49,7% – nie. W sumie 70,7% przypadków jednostronnej IPV dotyczyło wyłącznie kobiet (74,9% mężczyzn; 67,7% kobiet), a 29,3% mężczyzn (25,1% mężczyzn; 32,3% kobiet).
Przeprowadzone w 2006 r. narodowe międzynarodowe badania nad przemocą na randkach wśród ludzi spośród 32 narodowości „ujawniły przytłaczającą ilość dowodów na to, że przemoc dwukierunkowa jest dominującym schematem popełniania przestępstw; a to [...] wskazuje, że etiologia IPV jest w większości przypadków równoległa dla mężczyzn i kobiet”. Badanie wykazało, że w przypadku „wszelkiej przemocy fizycznej” wskaźnik ten wynosi 31,2%, z czego 68,6% to przemoc dwukierunkowa, 9,9% to przemoc popełniana tylko przez mężczyzn, a 21,4% tylko przez kobiety. W przypadku ciężkich napaści stwierdzono 10,8%, z czego 54,8% było dwukierunkowych, 15,7% popełnionych tylko przez mężczyzn, a 29,4% tylko przez kobiety.
W 2000 roku John Archer przeprowadził metaanalizę 82 badań IPV. Stwierdził on, że kobiety są nieco bardziej skłonne niż mężczyźni do stosowania jednego lub więcej aktów agresji fizycznej i do częstszego ich stosowania. Mężczyźni byli bardziej skłonni do zadawania urazów, a ogółem 62% osób rannych przez partnera stanowiły kobiety. Natomiast Departament Sprawiedliwości Stanów Zjednoczonych stwierdził, że kobiety stanowią 84% ofiar przemocy ze strony małżonków i 86% ofiar przemocy ze strony chłopaka lub dziewczyny.
Jak podkreślają zarówno Fiebert, jak i Archer, choć w badaniach tych liczba aktów fizycznych wykazała podobne wskaźniki IPV wśród mężczyzn i kobiet oraz wysokie wskaźniki dwukierunkowości, wśród badaczy panuje powszechna zgoda co do tego, że przemoc mężczyzn jest zjawiskiem poważniejszym, przede wszystkim dlatego, ponieważ przemoc mężczyzn zwykle powoduje więcej szkód psychicznych i fizycznych niż przemoc kobiet. Przemoc dokonywana przez mężczyzn powoduje obrażenia mniej więcej sześciokrotnie większe od przemocy kobiet. Kobiety są również bardziej narażone na zabicie przez swoich męskich partnerów niż na odwrót (według Departamentu Sprawiedliwości USA 84% ofiar zabójstw małżonków stanowią kobiety), a kobiety w ogóle są bardziej narażone na zabicie przez swoich małżonków niż z powodu innych osób-napastników. W związku z tym Murray A. Straus napisał, że chociaż kobiety mogą napadać na swoich partnerów mniej więcej w tym samym tempie co mężczyźni, to jednak ze względu na większe fizyczne, finansowe i emocjonalne obrażenia, jakich doznają kobiety, są one ofiarami przeważającymi. W związku z tym, pierwszeństwo w służbie ofiarom oraz w zapobieganiu i kontroli musi być nadal ukierunkowane na napaści ze strony mężów.
W latach 2010–2012 naukowcy z USA, Kanady i Wielkiej Brytanii zajmujący się przemocą domową zgromadzili The Partner Abuse State of Knowledge, bazę danych obejmującą 1700 recenzowanych badań, największą tego typu. Wśród jej wyników znajdują się:
- Więcej kobiet (23%) niż mężczyzn (19,3%) zostało zaatakowanych przynajmniej raz w życiu[57].
- Wskaźniki przemocy kobiet są wyższe niż mężczyzn (28,3% vs. 21,6%)[57].
- Męska i damska przemoc są popełniane z podobnych pobudek[57].

Badania porównujące mężczyzn i kobiety z motywem władzy/kontroli dają mieszane wyniki. W przeglądzie z 2013 r. przeanalizowano badania z pięciu kontynentów oraz korelację między poziomem nierówności płci w danym kraju a wskaźnikami przemocy domowej. Autorzy stwierdzili, że gdy przemoc wobec partnerów jest szeroko definiowana jako przemoc emocjonalna, każdy rodzaj uderzenia, kto uderza pierwszy, przemoc wobec partnerów jest stosunkowo równomierna. Stwierdzili również, że jeśli bada się, kto jest ranny fizycznie i jak poważnie, wyraża większy strach i doświadcza kolejnych problemów psychologicznych, przemoc domowa jest w znacznym stopniu uwarunkowana płciowo w stosunku do kobiet jako ofiar.

### Skala Taktyki Konfliktów
W przeglądzie badań przedstawiających dowody na symetrię płci w 2002 roku, Michael Kimmel zauważył, że ponad 90% „systematycznej, trwałej i szkodliwej” przemocy jest popełniana przez mężczyzn. Szczególnie krytycznie odniósł się do faktu, że w większości badań empirycznych, których przeglądu dokonali Fiebert i Archer, jako jedynej miary przemocy domowej użyto skali taktyki konfliktów (CTS, conflict tactics scale) oraz że w wielu badaniach wykorzystano raporty od osób samotnych poniżej trzydziestego roku życia, w przeciwieństwie do starszych małżeństw. Chociaż CTS jest najpowszechniej stosowanym instrumentem pomiaru przemocy domowej na świecie, jest również jednym z najbardziej krytykowanych instrumentów, ze względu na wykluczenie zmiennych kontekstowych, niezdolność do pomiaru systemowych nadużyć i czynników motywacyjnych w rozumieniu aktów przemocy. Na przykład Narodowy Instytut Sprawiedliwości Stanów Zjednoczonych ostrzega, że CTS może nie być w ogóle odpowiedni dla badań IPV ponieważ nie mierzy kontroli, przymusu ani motywów taktyki konfliktów.
Kimmel twierdzi, że CTS jest szczególnie podatny na stronniczość, ponieważ zależy to od tego, czy ludzie dokładnie pamiętają i uczciwie zgłaszają incydenty, które miały miejsce w ciągu poprzedzającego roku. Nawet Straus przyznał, że dane te wskazują, iż mężczyźni mają tendencję do lekceważenia stosowania przemocy, a kobiety mają tendencję do przeceniania jej stosowania. On (Kimmel – przyp. red.) to kontrolować, badając tylko zgłoszenia od kobiet. Nie poprawia to jednak stronniczości, ponieważ kobiety również mają tendencję do niedoceniania stosowania przemocy przez mężczyzn. Co więcej, zarówno mężczyźni, jak i kobiety mają tendencję do przeceniania użycia przemocy przez kobiety. Przemoc mężczyzn jest spodziewana, więc nie jest zgłaszana; przemoc kobiet nie jest spodziewana, więc jest zauważalna i zgłaszana”. Mężczyźni będą przeceniać swoją wiktymizację i nie doceniać swoich czynów, podczas gdy kobiety będą przeceniać swoją wiktymizację i przeceniać swoje czyny. Barbara J. Morse i Malcolm J. George przedstawili dane sugerujące, że niedocenianie przez mężczyzn przemocy swojej partnerki jest bardziej powszechne w badaniach opartych na CTS niż przecenianie tejże.
Amerykańska prawniczka Linda Kelly zauważyła, że nawet jeśli podzielimy dane z badań przeprowadzonych w ramach skali taktyki konfliktów na dane podane przez mężczyzn i dane podane przez kobiety (np. w Krajowym Długookresowym Badaniu Zdrowia Młodzieży z 2001 roku), wskaźnik IPV wśród kobiet pozostaje na mniej więcej tym samym poziomie. W Długookresowym Badaniu Dunedin rozmawiano z obydwoma partnerami, próbując sprawdzić, czy uczestnicy badania nie wykazują celowych uprzedzeń, ale stwierdzono wysoki stopień korelacji między nimi. Dowiedziono, iż wbrew oczekiwaniom, porozumienie między partnerami nie różniło się w zależności od płci sprawcy ani od rodzaju nadużycia.
R. Emerson Dobash i Russell P. Dobash skrytykowali CTS, argumentując, że zrównanie męskiego IPV z żeńskim IPV jest niewłaściwe. Kwestionują oni metodologię CTS, wynikające z niej dane i ramy teoretyczne wykorzystywane przez badaczy, którzy są jej zwolennikami, argumentując, że agresja męska jest znacznie poważniejsza niż żeńska i nie należy jej mierzyć tym samym narzędziem w tej samej skali. Takie podejście uniemożliwiłoby porównywanie agresji męskiej i żeńskiej, ponieważ zabrakłoby wspólnego pomiaru.
Inna krytyk, Kersti Yllö, która pociągnęła Strausa i tych, którzy korzystają ze skali taktyki konfliktów do odpowiedzialności za zniszczenie zysków ruchu maltretowanych kobiet, uwalniając swoje ustalenia na „rynku idei” (ang. marketplace of ideas). Argumentuje ona, że jako socjologowie zaangażowani w walkę z przemocą domową powinni byli przewidzieć kontrowersje, jakie taka statystyka mogłaby wywołać i szkody, jakie mogłaby potencjalnie wyrządzić maltretowanym kobietom. Podobnie feministka, Nancy Worcester, odnosi się do badań, w których znaleziono dowody na symetrię płci i wysoki poziom dwukierunkowości jako część „antyfeministycznej reakcji”, argumentując, że badania wykorzystujące CTS pokazują „ograniczenia i zagrożenia wynikające z neutralnego pod względem płci podejścia do pracy przeciw przemocy”.
Straus stwierdził, że bardziej szkodliwe dla kobiet jest podejmowanie prób rozwiązania problemu przemocy domowej bez odpowiedniej, opartej na faktach strategii: „Badania pokazują, że ta tak zwana nieszkodliwa przemoc ze strony kobiet jest wynikiem metaanalizy przeprowadzonej przez Stith i współpracowników (2004) odkrył, że przemoc dokonana przez kobietę była najsilniejszym predyktorem tego, że stała się ofiarą przemocy ze strony partnera”.
Murray A. Straus odpowiedział na krytykę skali taktyki konfliktów (CTS) argumentując, że jest ona napędzana przez radykalne feministki, które nie mają żadnych dowodów na to, że kobiety mogą być tak samo agresywne jak mężczyźni, ponieważ podważa to ich przekonanie, że IPV jest przedłużeniem męskiego pragnienia podporządkowania sobie kobiet: „jednym z wyjaśnień dla zaprzeczania dowodom na symetrię płci jest obrona feminizmu w ogóle. Dzieje się tak dlatego, że kluczowym krokiem w dążeniu do osiągnięcia równego społeczeństwa jest doprowadzenie do uznania szkód, jakie wyrządza system patriarchalny. Usunięcie patriarchatu jako głównej przyczyny IPV dramatycznie osłabia przykład szkodliwych skutków patriarchatu”. Straus zwrócił również uwagę, że mimo krytyki skali taktyki konfliktów wielu feministycznych badaczek wykorzystuje ją do własnych badań i że to właśnie badania oparte na CTS po raz pierwszy zilustrowały i zwróciły uwagę opinii publicznej na zakres problemu maltretowanych kobiet w latach 70.

## Syndrom maltretowanego męża
Najbardziej kontrowersyjnym aspektem popełnianej przez kobiety przemocy domowej jest teoria „syndromu maltretowanego męża” (ang. battered husband syndrome). W odpowiedzi na wyniki amerykańskiego Narodowego Sondażu Przemocy w Rodzinie (ang. National Family Violence Survey) z 1975 roku Suzanne K. Steinmetz napisała w 1977 roku artykuł, w którym ukuła to pojęcie jako korelację z „syndromem maltretowanej żony”.
Steinmetz przeprowadziła kilka badań empirycznych przed napisaniem swojego artykułu. Wykorzystując szeroko zakrojoną, niereprezentatywną próbę pięćdziesięciu czterech par, Steinmetz stwierdziła, że mężczyzna popełnił IPV w 47%, a kobieta w 43%. Stwierdziła również, że podczas gdy 39% mężów rzucało przedmiotami, 31% żon robiło to samo; 31% mężów pchało lub popychało partnera, w porównaniu z 32% żon; 20% mężów biło swoje żony, 20% żon biło swoich mężów; 10% mężów biło swoje żony przedmiotem, 10% żon biło swoich mężów przedmiotem.
W innym badaniu, na próbie pięćdziesięciu dwóch studentów kanadyjskich uczelni, Steinmetz oszacowała wskaźnik mężczyzn, którzy popełnili IPV na 23%, a kobiety na 21%. Dalsze badanie wykazało, że 21% zarówno mężów, jak i żon miało rzucać przedmiotami; 17% mężów pchało lub popychało, w porównaniu z 13% żon; 13% mężów uderzyło swoje żony, 13% żon uderzyło swoich mężów; 10% mężów uderzyło swoje żony przedmiotem, 12% żon zrobiło to samo. W trzecim badaniu, przeprowadzonym na losowej próbie 94 osób, Steinmetz wywnioskowała, że mężczyźni wykazywali poziom IPV wynoszący 32%, a kobiety 28%. Dalsze badanie wykazało, że 31% mężów rzuciło przedmioty w porównaniu z 25% żon; 22% mężów pchnęło lub szturchnęło, w porównaniu z 18% żon; 17% mężów uderzyło swoje żony, 12% żon uderzyło swoich mężów; 12% mężów uderzyło swoje żony przedmiotem, 14% żon uderzyło swoich mężów przedmiotem.
Ustalenia te doprowadziły Steinmetz do wniosku, że przemoc domowa była mniej więcej odwzajemniona między mężami i żonami, przy podobnym poziomie intencjonalności między mężczyznami i kobietami; „kobiety są tak samo skłonne wybierać konflikty fizyczne do rozwiązania konfliktu małżeńskiego, jak mężczyźni [...] kobiety mają potencjał do popełniania aktów przemocy i w pewnych okolicznościach dokonują tych aktów”. Według Malcolma J. George’a, artykuł Steinmetz „stanowił punkt wyjścia i antytezę dla wszechobecnego skądinąd poglądu na pozorną uniwersalność kobiecej bezbronności w obliczu męskiej hegemonii ujawnionej przez przypadki maltretowanych żon”.
Współpracownik Steinmetz, Richard J. Gelles, publicznie odniósł się do zamieszania spowodowanego przez grupy zajmujące się badaniami nad prawami ojców jako „znaczące wypaczenie” danych w jego publicznej odpowiedzi Domestic violence: Not An Even Playing Field: Rzeczywiście, mężczyźni są bici przez swoje żony, są ranni, a niektórzy giną. Ale, czy wszyscy mężczyźni są bici przez kobiety? Nie. Mężczyzn, którzy biją swoje żony, którzy używają przemocy emocjonalnej i szantażu, aby kontrolować swoje żony, a następnie są bici lub nawet krzywdzeni, nie można uznać za pobitych mężczyzn. Pobity mężczyzna to taki, który został zraniony fizycznie przez żonę lub partnerkę i nie został fizycznie pobity ani nie sprowokował jej psychicznie.
Twierdzenia Steinmetz w jej artykule, a w szczególności użycie przez nią sformułowania „syndrom maltretowanego męża”, wzbudziły wiele kontrowersji, a wielu naukowców krytykowało błędy badawcze w jej pracy. W szczególności krytykowano ją za brak rozróżnienia między agresją werbalną a fizyczną lub między intencjonalnością a działaniem (chęć uderzenia była uważana za to samo, co rzeczywiste uderzenie). Na przykład David Finkelhor twierdzi, że metodologia Steinmetz była niedopuszczalnie nienaukowa. Twierdzi on, że jej praca traktuje wszelką przemoc jako zasadniczo podobną; nie ma tam rozróżnienia między przemocą męską i żeńską, ani między przemocą wobec dziecka i przemocą wobec żony, jak na przykład bicie dziecka przez matkę i łamanie żeber przez ojca. Finkelhor uważa to za szczególnie ważne, ponieważ nie pozwala na rozróżnienie między trwającą przemocą systemową a jednorazową przemocą lub między dyscyplinowaniem dziecka a biciem partnera.

## Przyczyny przemocy domowej dokonywanej przez kobiety
Feministka Linda Kelly napisała, że przyznając, że kobiety dopuszczają się aktów przemocy domowej, użycie przemocy przez kobiety jest uzasadnione jako samoobrona – ratująca życie reakcja kobiet, które są fizycznie atakowane przez swoich męskich partnerów. Rozwój syndromu maltretowanych kobiet jako obrony przed przestępstwami popełnianymi przeciwko maltretowanym partnerom płci męskiej, w tym zabójstwami, świadczy o szerokiej akceptacji stosowania przez kobiety przemocy jako samoobrony. Teoria jest taka, że kiedy kobiety popełniają akt przemocy domowej, jest to prawdopodobnie uzasadnione, ponieważ wcześniej były ofiarami, a zatem to mężczyzna był „głównym agresorem” (ang. primary aggressor). Tak więc gwałtowne zachowanie kobiety jest spowodowane jej postępowaniem jako ofiary. Juan Carlos Ramírez wyjaśnia, że biorąc pod uwagę społecznie akceptowany model kobiecości jako poddaństwa, bierności i abnegacji, jakiekolwiek zachowanie nie podążające za tym stereotypem będzie postrzegane w sposób przesadny jako nienormalne i brutalne. Tak więc kobiety będą postrzegane jako nieproporcjonalnie agresywne, nawet jeśli tylko będą się bronić.
W metaanalizach badań stwierdzono, że przeważająca większość kobiecej przemocy domowej przeciwko partnerom płci męskiej znajduje się w kontekście bycia ofiarą. W przeglądzie literatury dotyczącej popełniania przemocy domowej przez kobiety w 2010 roku stwierdzono, że gniew, samoobrona i odwet były powszechną motywacją, ale rozróżnienie między samoobroną a odwetem było trudne
Kilka badań wykazało, że tylko niewielka część kobiet identyfikuje przemoc domową dokonywaną przez siebie jako samoobronę. Na przykład w badaniu z 1996 roku, przeprowadzonym w Anglii na 1978 osobach, 21% kobiet, które przyznały się do udziału w IPV, podawało samoobronę jako powód. Bardziej rozpowszechnione powody to „Get through to” (53%), „Something said” (52%) i „Make do something” (26%). W pięcioletnim badaniu 978 studentek z Kalifornii, zakończonym w 1997 roku, Martin S. Fiebert i Denise M. Gonzalez stwierdzili, że wskaźnik przemocy domowej dokonywanej przez kobiety wynosi 20%. W ramach tej grupy sprawczynie przemocy domowej zostały poproszone o wybranie przyczyn, dla których napadły na swoich partnerów, z możliwością wyboru wielu przyczyn. Najczęściej padała (46%) odpowiedź to mój partner nie był wrażliwy na moje potrzeby. Inne odpowiedzi: chciałam zwrócić uwagę mojego partnera (44%) i mój partner mnie nie słuchał (43%).
Badania wykazały szereg przyczyn przemocy domowej dokonywanej przez kobiety. Murray A. Straus, pisząc o teorii feministycznej, która uważa patriarchat za główną przyczynę przemocy domowej, pisze: „Patriarchat i dominacja mężczyzn w rodzinie są wyraźnie wśród przyczyn [IPV], ale jest wiele innych. Jednakże z rzadkimi wyjątkami, obecne programy traktowania przestępców opierają się na założeniu, że pierwotną przyczyną jest dominacja mężczyzn. Dlatego też postępują one w oparciu o błędne założenie. Ilustracją tego błędnego podejścia do pojedynczej przyczyny są państwowe programy traktowania przestępców, które nie podają innych przyczyn, takie jak nieodpowiednie umiejętności radzenia sobie z gniewem”.
W 2006 roku Rose A. Medeiros i Murray A. Straus przeprowadzili badania na próbie 854 studentów (312 mężczyzn i 542 kobiet) z dwóch amerykańskich uniwersytetów. Zidentyfikowali oni czternaście specyficznych czynników ryzyka wspólnych zarówno dla mężczyzn, jak i dla kobiet, które dokonały aktów przemocy domowej: słabe radzenie sobie z gniewem, antyspołeczne zaburzenia osobowości, zaburzenia osobowości z pogranicza (osobowość borderline), wzorzec dominujących związków, nadużywanie substancji, historia kryminalna, zespół stresu pourazowego, depresja, problemy z komunikacją, zazdrość, wykorzystywanie seksualne w dzieciństwie, stres oraz ogólna aprobata wobec przemocy ze strony partnera.
Straus twierdzi, że większość kobiet popełniających akty przemocy nie jest motywowana samoobroną, ale chęcią kontrolowania swoich partnerów. W badaniu przeprowadzonym w 2014 roku wśród 1104 studentów płci męskiej i żeńskiej w późnych latach nastoletnich i wczesnych latach dwudziestych stwierdzono, że kobiety częściej niż mężczyźni kontrolują i są agresywne wobec swoich partnerów, częściej wykazują chęć kontrolowania swoich partnerów i częściej używają agresji fizycznej w celu zapewnienia tej kontroli. Główna autorka badania, Elizabeth Bates, napisała: sugeruje to, że przemoc wobec partnerów intymnych może nie być motywowana wartościami patriarchalnymi i musi być badana w kontekście innych form agresji, co ma potencjalne konsekwencje dla interwencji.
Inne wyjaśnienia dotyczące zarówno męskiej, jak i żeńskiej przemocy obejmują psychopatologię: złość, zemsta, niedobór umiejętności, urazy głowy, zaburzenia równowagi biochemicznej, poczucie bezsilności, brak zasobów i frustracja. Badacze znaleźli również korelację między dostępnością usług związanych z przemocą domową, zwiększonym dostępem do rozwodów, wyższymi zarobkami kobiet oraz lepszym prawem i egzekwowaniem przepisów dotyczących przemocy domowej a spadkiem liczby kobiet dopuszczających się przemocy domowej wobec partnera.

## Krytyka
Wielu krytyków odrzuciło badania cytowane przez obrońców praw mężczyzn i kwestionuje ich twierdzenia, że taka przemoc jest symetryczna pod względem płci, argumentując, że skupienie się na przemocy kobiet wobec mężczyzn wynika z mizoginicznego programu politycznego mającego na celu zminimalizowanie problemu przemocy mężczyzn wobec kobiet i podważenie usług świadczonych na rzecz maltretowanych kobiet.
Współczesna literatura dotycząca przemocy domowej ma alternatywne punkty widzenia w odniesieniu do teorii symetrii płci w kontekście dokonywania aktów przemocy domowej. Recenzja z 2008 roku opublikowana w „Journal of Violence and Victims” wykazała, że wprawdzie mniej poważna przemoc sytuacyjna lub sprzeczki były jednakowe dla obu płci, ale poważniejsze i brutalne znęcanie się było popełniane przez mężczyzn. Stwierdzono również, że przemoc fizyczną kobiet częściej motywowana była przez samoobronę lub strach, a mężczyzn – kontrola. W przeglądzie systematycznym z 2011 roku opublikowanym w czasopiśmie „Trauma Violence Abuse” stwierdzono również, że częstymi motywami przemocy domowej ze strony kobiet były gniew, potrzeba uwagi lub reakcja na przemoc własnej partnerki. W innym przeglądzie z 2011 roku opublikowanym w czasopiśmie „Aggression and Violent Behavior” stwierdzono również, że choć niewielka przemoc domowa była taka sama, mężczyźni dopuszczali się poważniejszej przemocy. Stwierdzono również, że mężczyźni częściej biją, duszą lub uduszają partnerów, podczas gdy kobiety częściej rzucają rzeczy w partnera, biją, kopią, gryzą, uderzają lub uderzają przedmiotami.
Naukowcy znaleźli również różne wyniki u mężczyzn i kobiet w odpowiedzi na przemoc wobec partnerów intymnych. Przeprowadzony w 2012 roku przegląd z czasopisma „Psychology of violence” wykazał, że kobiety cierpiały nieproporcjonalnie dużo w wyniku IPV, zwłaszcza pod względem urazów, strachu i stresu pourazowego. Z przeglądu wynika również, że 70% kobiet będących ofiarami jednego z badań było „bardzo przestraszonych” w odpowiedzi na przemoc ze strony partnerów intymnych, z kolei 85% ofiar płci męskiej podawało „brak strachu”. Z przeglądu wynika również, że przemoc domowa pośredniczyła w osiągnięciu satysfakcji ze związku dla kobiet, ale nie dla mężczyzn.
Asymetria płci jest również zgodna z ustaleniami rządowymi. Według rządowych statystyk Departamentu Sprawiedliwości USA, sprawcy płci męskiej stanowili 96% przypadków prowadzonych przez prokuraturę federalną ds. przemocy domowej. Inny raport Departamentu Sprawiedliwości USA dotyczący pozaśmiertelnej przemocy domowej w latach 2003–2012 wykazał, że 76% przemocy domowej zostało popełnione przeciwko kobietom, a 24% przeciwko mężczyznom. Feministka Ruth M. Mann z University of Windsor, ekspertka w dziedzinie socjologii i kryminologii, wyraziła swój sprzeciw wobec teorii symetrii płci dotyczącej przemocy domowej, argumentując że zarówno kobiety, jak i dzieci są głównymi ofiarami w „corocznym karambolu” ofiar mordów dokonywanych przez partnerów intymnych i ojców w Kanadzie.

## Odpowiedź na krytykę
Służby policyjne w kilku krajach rozszerzyły swoje programy ds. przemocy domowej i jednostki reagowania w celu zajęcia się problemem przemocy skierowanej przeciwko mężczyznom. W Wielkiej Brytanii utworzono schroniska (ang. shelters) specjalnie dla mężczyzn; od 2010 roku w całej Anglii i Walii istnieje sześćdziesiąt miejsc schronienia dostępnych dla mężczyzn, w porównaniu z 7500 miejscami dla kobiet.
Policja Irlandii Północnej prowadzi również kampanię mającą na celu szerzenie wiedzy na temat problemu wiktymizacji mężczyzn i promowanie zgłaszania przez nich incydentów. Pierwsze schronisko dla ofiar przemocy skierowanej wobec mężczyzn, Men’s Aid NI, zostało otwarte na początku 2013 roku. Przewodniczący Peter Morris zauważył: „Przemoc domowa wobec mężczyzn może przybierać wiele form, w tym emocjonalne, seksualne i fizyczne znęcanie się oraz groźby znęcania się. Może ona mieć miejsce w związkach heteroseksualnych i homoseksualnych i, podobnie jak w przypadku przemocy domowej wobec kobiet, może nie być zgłaszana”.